# Bolotheta rotundiceps
Bolotheta rotundiceps är en insektsart som beskrevs av Rauno E. Linnavuori och Heller 1961. Bolotheta rotundiceps ingår i släktet Bolotheta och familjen dvärgstritar. Inga underarter finns listade i Catalogue of Life.